# Bataille de Zabadani (2015)
Pour les articles homonymes, voir bataille de Zabadani.
Guerre civile syrienne
Batailles
La bataille de Zabadani a lieu lors de la guerre civile syrienne. Elle débute le 4 juillet 2015 par une offensive de l'armée syrienne et du Hezbollah visant à prendre la ville de Zabadani, tenue par les rebelles. Malgré quelques avancées, les loyalistes ne parviennent pas à s'emparer de la totalité de la ville et les combats s'achèvent le 24 septembre 2015 par un cessez-leu-feu. 

## Prélude
Le 4 juillet 2015 le Hezbollah et l'armée arabe syrienne lancent l'assaut sur Zabadani, peuplée de 65 000 habitants sans compter les réfugiés, et encerclée depuis quatre ans par les loyalistes. L'offensive est menée par les 1re et 4e division blindées de l'armée syrienne tandis que la ville est tenue principalement par les forces d'Ahrar al-Cham et du Front al-Nosra,. Située près de la frontière avec le Liban, Zabadani tient un axe stratégique reliant Damas à Beyrouth, c'est également la dernière ville tenue par les rebelles dans le Qalamoun. Selon Lina Kennouche, journaliste de L'Orient-Le Jour, la ville serait tenue par 1 000 à 1 200 hommes d'Ahrar al-Cham, 72 du Front al-Nosra et 28 de l'État islamique. Des combattants de l'État islamique sont présents à l'intérieur de la ville et tiennent également une poche au nord, à la frontière avec le Liban. Selon l'agence Reuters 1 500 à 2 000 hommes d'Ahrar al-Cham et Front al-Nosra combattent à Zabadani. La majorité de la population prend quant à elle la fuite, même si 500 familles sont toujours présentes dans la ville à la mi-juillet selon les rebelles.
Après une succession de défaites, le régime syrien chercherait alors à remonter le moral de ses troupes en remportant quelques victoires symboliques. Selon Fabrice Balanche, directeur du Groupe de recherches et d’études sur la Méditerranée et le Moyen-Orient (Gremmo) : « Zabadani est tout indiquée : la ville sera facile à prendre pour l’armée syrienne, les rebelles y sont isolés et ne pourront avoir de soutien ».
Vers septembre 2015, une unité de snipers de l'armée russe est également engagée dans les combats,.

## Déroulement
Le premier jour, l'armée syrienne prend la colline de Qalat al Tel, à l'ouest. La majeure partie de la population fuit la ville bombardée par le régime avec des barils d'explosifs, des raids aériens et des tirs d'artillerie. Les rebelles, qui disposent de chars russes et de pièces d'artillerie à longue portée, répliquent,. 
Le 5 juillet, après d'intenses bombardements, les forces loyalistes et le Hezbollah parviennent à entrer dans la ville. Le régime syrien affirme avoir pris le contrôle du quartier de al-Jamaiyat, à l'ouest et de celui de al-Sultana, à l'est,,.
Selon l'OSDH, dans les premières 48 heures le régime a mené 130 frappes aériennes et au moins 14 loyalistes et 11 rebelles ont été tués dans les combats.
À la mi-juillet, l'armée syrienne et le Hezbollah ont poursuivi leur progression dans la ville et se rapprochent du centre-ville.
Le 11 août, une trêve de 48 heures est conclue à Zabadani entre le régime et les rebelles, puis prolongée jusqu'au 16. Le 15, la trêve est rompue, les négociations sur un échange entre Zabadani, encerclée par les loyalistes et les villages de Kafraya et al-Fouaa, encerclés près d'Idleb par les rebelles, échouent en raison du fait que les rebelles auraient demandé en plus la libération de prisonniers. Mais le 24 septembre, une trêve de six mois est conclue à Zabadani et les deux villages de Kafraya et al-Fouaa,,. Le 27, un nouveau cessez-le-feu de 72 heures est conclu tant à Zabadani que dans les deux villages chiites, afin de permettre notamment l'évacuation des blessés,. Cependant, l'intervention militaire russe au 30 septembre suspend le projet d'un échange de la ville de Zabadani contre les deux villages de Kafraya et al-Fouaa.

## Pertes
Selon l'OSDH, au moins 21 combattants du Hezbollah et 46 rebelles ont été tués du 4 au 20 juillet. Le 21, les pertes rebelles passent à 62 tués selon l'OSDH. Le 11 septembre, au moins 8 combattants du Front islamique et du Front al-Nosra sont tués ainsi que 12 loyalistes, dont 5 miliciens du Hezbollah.
Selon une source loyaliste du journal libanais The Daily Star (en), 15 hommes du Hezbollah et 28 soldats de l'armée syrienne sont tués du 4 au 27 juillet. Le 4 septembre, une autre source pro-gouvernementale donne un bilan de 60 miliciens du Hezbollah et 400 rebelles tués. Enfin selon Al Jazeera, la bataille a fait 108 morts du côté du Hezbollah.

## Suites
Le 28 décembre 2015, les évacuations commencent à Zabadani, ainsi qu'à Foua et Kafraya. 338 personnes quittent Foua et Kafraya, tandis que 126 autres se retirent de Zabadani. Les personnes évacuées sont des civils et des combattants blessés. Le premier groupe se porte en Turquie, pour ensuite rejoindre le Liban, et de là Damas. Le deuxième groupe est conduit au Liban, d'où il gagne ensuite la Turquie,,,,.
Située juste au sud de Zabadani, la commune de Madaya est également assiégée à partir de juillet par les forces loyalistes. Au bout de quelques mois, les 40 000 civils présents sur place commencent à souffrir de la famine. Au moins 23 personnes meurent de faim en décembre 2015 et janvier 2016 selon Médecins sans frontières. À cette période, les premières photos de cadavres faméliques sont diffusées sur les réseaux sociaux,,. En 2015, les agences humanitaires demandent à six reprises un accès à la ville, mais il n'est accordé qu'une seule fois, le 17 octobre. Le 7 janvier 2016, le régime syrien autorise finalement l'ONU à acheminer des vivres et des médicaments à Madaya.
Le 28 mars 2017, l'accord dit des « quatre villes » — prévoyant l'échange de Zabadani et Madaya contre Foua et Kafraya — est réactivé après de nouvelles négociations en Turquie entre l'Iran, le Qatar et Ahrar al-Cham,. Le 14 avril, 2 350 personnes, dont 400 rebelles, quittent Madaya et Zabadani à bord de 60 bus et gagnent le gouvernorat d'Idleb le lendemain après être passés par Alep,,,. Le même jour, l'armée syrienne pénètre dans la ville de Madaya. Plusieurs milliers de civils décident cependant de rester sur place, de même que 300 rebelles qui auraient décidé de profiter d'une amnistie du régime,. Mi-avril, Zabadani, Madaya et les villages voisins de Serghaya et Jabal Charqi repassent entièrement sous le contrôle du régime,. Le 19 avril, 500 rebelles et membres de leurs familles prennent place dans le dernier convoi qui quitte Zabadani,.